# Hong Kyung-pyo
Hong Kyung-pyo (홍경표?; 11 agosto 1962) è un direttore della fotografia sudcoreano meglio noto per le sue collaborazioni col regista Bong Joon-ho, tra cui Parasite.

## Filmografia parziale
- Banchig-wang, regia di Kim Ji-woon (2000)
- Si-wor-ae, regia di Lee Hyun-seung (2000)
- Memories, episodio di Three, regia di Kim Ji-woon (2002)
- Brothers of War - Sotto due bandiere (Taegukgi Hwinallimyeo), regia di Kang Je-gyu (2004)
- Madre (Madeo), regia di Bong Joon-ho (2009)
- Snowpiercer, regia di Bong Joon-ho (2013)
- Goksung - La presenza del diavolo (Goksung), regia di Na Hong-jin (2016)
- Burning - L'amore brucia (Burning), regia di Lee Chang-dong (2018)
- Parasite (Gisaengchung), regia di Bong Joon-ho (2019)
- Liberaci dal male (Daman ag-eseo guhasoseo), regia di Hong Won-chan (2020)
- Broker, regia di Hirokazu Kore'eda (2022)

## Riconoscimenti
- Chicago Film Critics Association
  - 2019 - Candidatura alla migliore fotografia per Parasite
- Dallas-Fort Worth Film Critics Association
  - 2019 - Migliore fotografia (2º posto) per Parasite
- Sitges - Festival internazionale del cinema fantastico della Catalogna
  - 2016 - Migliore fotografia per Goksung - La presenza del diavolo